# For a Woman's Honor
Pour plus de détails, voir Fiche technique et Distribution.
For a Woman's Honor est un film américain réalisé par Park Frame, sorti en 1919.

## Fiche technique
- Titre : For a Woman's Honor
- Réalisation : Park Frame
- Scénario : George Elwood Jenks et Clifford Howard
- Pays d'origine : États-Unis
- Format : Noir et blanc - 1,33:1 - Film muet
- Genre : drame
- Durée : 50 minutes
- Date de sortie : 1919

## Distribution
- H. B. Warner : Capitaine Clyde Mannering
- Marguerite De La Motte : Helen Rutherford
- John Gilbert : Dick Rutherford
- Carmen Phillips : Valeska De Marsay
- Hector Sarno (en) : Rajput Nath
- Olive Ann Alcorn
- Carl Stockdale